# Park Chung-hee
Park Chung-hee (koreanisch: 박정희, romanisiert: Park Jeong-hwi, Aussprache: [bak̚ t͡ɕʌŋ.hi])(* 14. November 1917 in Gumi, Unterprovinz Keishō-hokudō, Provinz Chōsen, Japanisches Kaiserreich, heute Südkorea; † 26. Oktober 1979 in Seoul) war ein südkoreanischer Militär, Politiker und von 1961 bis 1979 Präsident der Republik Korea. Er gilt als eine der kontroversesten Persönlichkeiten in der südkoreanischen Geschichte. Einerseits legte er mit seiner rigorosen Wirtschaftspolitik in den 1960er und 1970er Jahren den Grundstein für Südkoreas Aufstieg in die Riege der führenden Industrienationen. Andererseits regierte er das Land mit diktatorischer Härte und unterdrückte die Demokratiebewegung.

## Leben

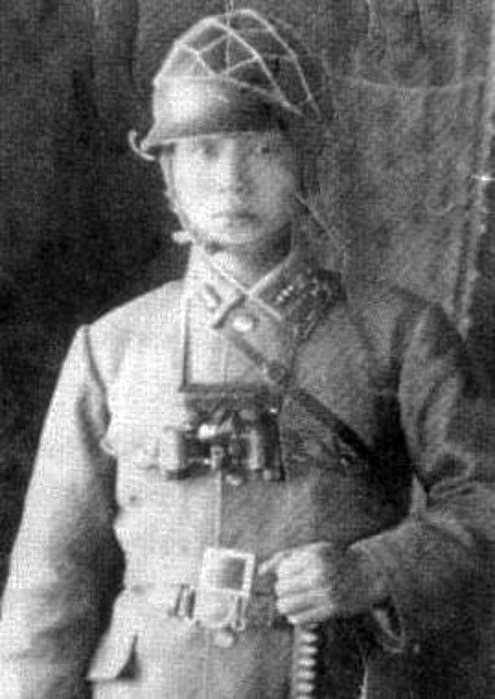
Park Chung-hee als Soldat der Kaiserlich Japanischen Armee

Park wurde als Sohn von koreanischen Landaristokraten geboren. Ab 1937 besuchte die Militärakademie in Changchun und die Tokyo Militärschule. Ab 1944 diente er als Leutnant in der japanischen Kwantung-Armee. Dabei nahm er bis 1945 den japanischen Namen Takagi Masao (japanisch 高木正雄) an.
Nach der Unabhängigkeit vom Japanischen Kaiserreich war seine Karriere in dieser Armee zu Ende und er trat 1946 der koreanischen Polizei bei, in der er schnell Karriere machte und aus der später die südkoreanische Armee entstand. 1948 wurde er zum Tode verurteilt, da er an der Polizeirebellion in Yeosu beteiligt war. Eine Begnadigung erfolgte, nachdem er die Namen von Offizieren verraten hatte, die angeblich mit Kommunisten sympathisierten und daraufhin hingerichtet wurden. Danach wurde er in den Militärgeheimdienst übernommen und am Ende des Koreakriegs mit 36 Jahren zum Brigadegeneral befördert. Er führte mit einer relativ kleinen Truppe von lediglich 1.500 Mann den Militärputsch am 16. Mai 1961 durch, der mit dem Sturz der labilen Zweiten Republik unter der Regierung Yun Bo-seon zum Niedergang der demokratischen Bewegung führte. Dem Präsidenten wurde durch eine Verfassungsänderung im Dezember 1962 wieder eine politische Schlüsselstellung zugewiesen. Die Mitglieder der neuen Regierung wurden von der neu gegründeten Demokratischen Republikanischen Partei gestellt.

### Politische Karriere

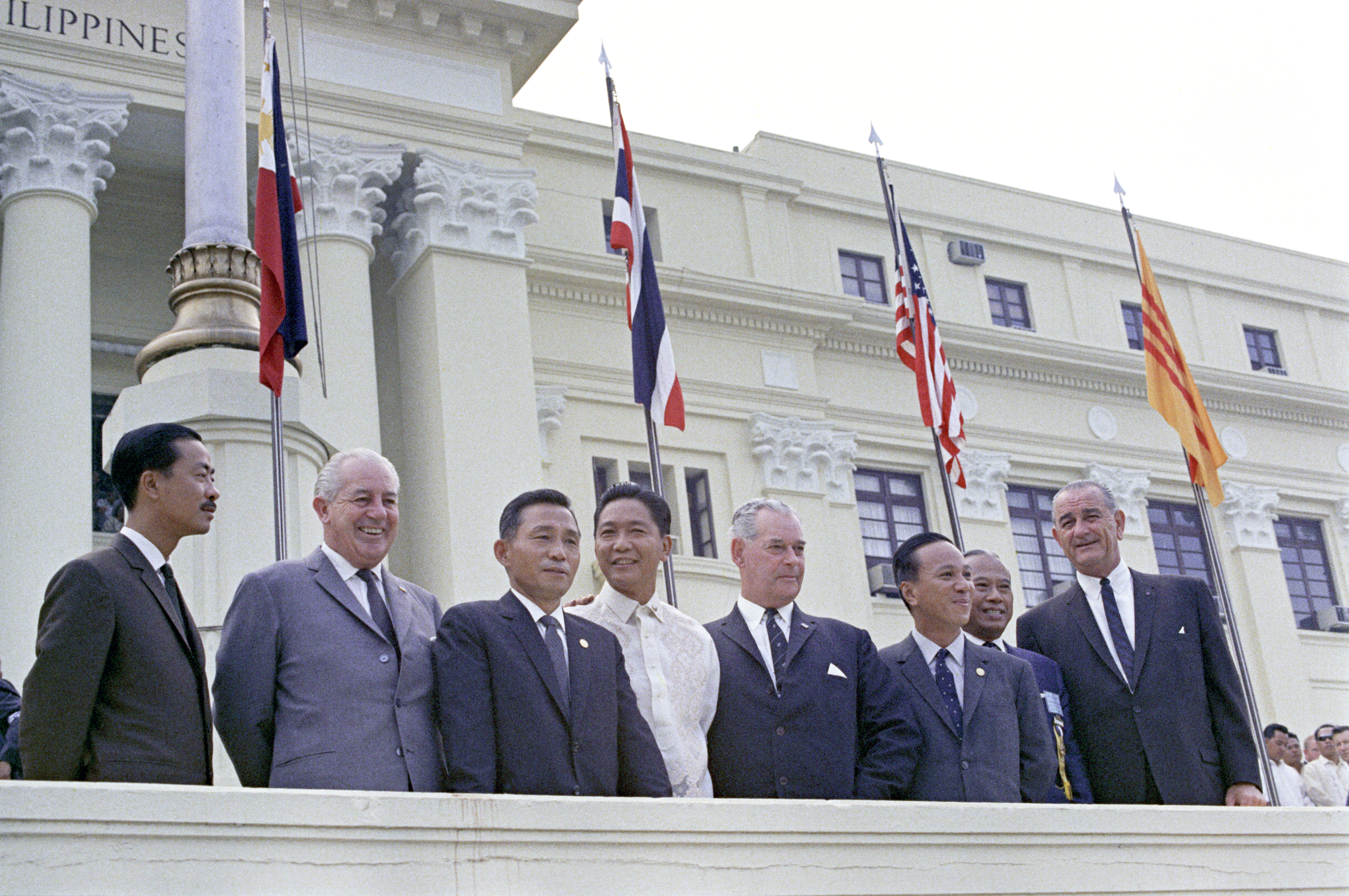
Park Chung-hee (3. v. l.) beim SEATO-Gipfel, 1966

Park ließ sich 1963 erstmals zum Präsidenten der Dritten Republik wählen, gewann aber nur sehr knapp gegen Yun Bo-seon mit 1,4 Prozentpunkten Vorsprung und die Legitimität seiner Herrschaft wurde weiter in Frage gestellt. Er regierte mit eiserner Hand und führte das Land auf einen entbehrungsreichen, aber letztlich erfolgreichen Weg der Modernisierung und Industrialisierung, was als „Entwicklungsdiktatur“ charakterisiert wird. Am 22. Juni 1965 unterzeichnete er den Grundlagenvertrag zwischen der Republik Korea und Japan und normalisierte die diplomatischen Beziehungen zwischen den beiden Ländern. Seine Wirtschaftspolitik der Fünf-Jahres-Pläne ermöglichte Südkorea den Aufstieg von einem Agrarstaat zu einem modernen Industrieland. Ab dem Ende der 1960er Jahre übertraf Südkoreas Wirtschaftsleistung die des im sozialistischen Block integrierten Nachbarn Nordkorea.
Park Chung-hee wurde nach dem wirtschaftlichen Aufschwung bei den Präsidentschaftswahlen 1967 und 1971 wiedergewählt, wobei er über Geheimfonds und gewaltige finanzielle Mittel verfügte. Bei den Wahlen 1971 erhielt sein Gegenkandidat Kim Dae-jung über 45 % der Stimmen. Daraufhin rief Park den nationalen Notstand aus, verhängte das Kriegsrecht und ließ Kim Dae-jung entführen. 1972 löste er das Parlament auf, setzte die Verfassung außer Kraft und installierte eine Ein-Mann-Diktatur. Ende desselben Jahres installierte er die Yushin-Verfassung und wurde Präsident der Vierten Republik und 1978 in diesem Amt wiedergewählt, wobei die Wahl durch die 2500 handverlesenen Mitglieder der „Nationalen Konferenz zur Wiedervereinigung“ erfolgte. Er entging am 15. August 1974 bei einer öffentlichen Rede einem Attentat durch Mun Saek-wang, einem in Japan lebenden Koreaner, bei dem eine Kugel seine Frau Yuk Young-soo unter bis heute nicht ganz geklärten Umständen tödlich verletzte. 
1979 wurde Park von seinem eigenen Geheimdienstchef Kim Jae-gyu bei einem Putschversuch getötet. Alle Verschwörer wurden 1980 hingerichtet. Nach kurzer Regierungszeit Choi Kyu-has und einem erneuten Militärputsch wurde Armeechef Chun Doo-hwan Präsident.

## Heutige Bewertung und Einstieg der Tochter in die Politik
In konservativen Kreisen werden Park Chung-hee und seine Lebensleistung bis heute in Ehren gehalten. So war unter anderem seine Tochter Park Geun-hye von 2004 bis 2006 Vorsitzende der führenden konservativen Oppositionspartei Hannara-dang (von 2012 bis 2017 Saenuri-dang) und von 2013 bis zu ihrer Amtsenthebung 2017 Staatspräsidentin. Dieser Umstand erschwerte dem politischen Gegner, zuletzt etwa Roh Moo-hyun, die kritische Aufarbeitung der südkoreanischen Vergangenheit, weil jede Kritik an Park Chung-hee als ein politisch motivierter Angriff auf die Opposition verstanden werden konnte. Die Linke kritisiert neben Parks antidemokratischem Führungsstil vor allem, dass der Normalisierungsvertrag mit Japan zu eilig und mit zu großen Zugeständnissen an dieses abgeschlossen worden sei. So seien etwa die Reparationszahlungen viel zu gering gewesen, und die sogenannten Trostfrauen, zwangsrekrutierte Prostituierte für die japanischen Kriegsbordelle, seien nicht angemessen entschädigt worden. Außerdem verlangte man eine kritische Auseinandersetzung mit dem Verdacht, dass Park Chung-hee und andere, die im aufstrebenden Südkorea eine führende Rolle gespielt haben, zur Zeit der japanischen Kolonialära politisch pro-japanisch agiert hätten. Am 29. August 2005 wurde  für diese Zeit eine Liste politisch pro-japanisch agierender Koreaner veröffentlicht, auf der auch Park Chung-hees Name zu finden ist.